# Ghiacciaio dei Forni
Il ghiacciaio dei Forni con i suoi 11,38 km² (ultimo dato pubblicato) è il secondo ghiacciaio delle Alpi italiane per estensione dopo quello dell'Adamello, il più grande di natura valliva e l'unico di tipo himalayano; si trova nel gruppo Ortles-Cevedale in Alta Valtellina all'interno del settore lombardo del Parco nazionale dello Stelvio. Fino al 1995, prima cioè che il ghiacciaio dell'Adamello venisse riclassificato in un unico corpo glaciale, era il più grande ghiacciaio italiano, originato da tre bacini collettori con tre lingue glaciali distinte, confluenti a quota 3000 m in un'unica lingua di ablazione che nel XIX secolo si spingeva nel fondovalle fino a quote prossime ai 2000 m.

## Descrizione

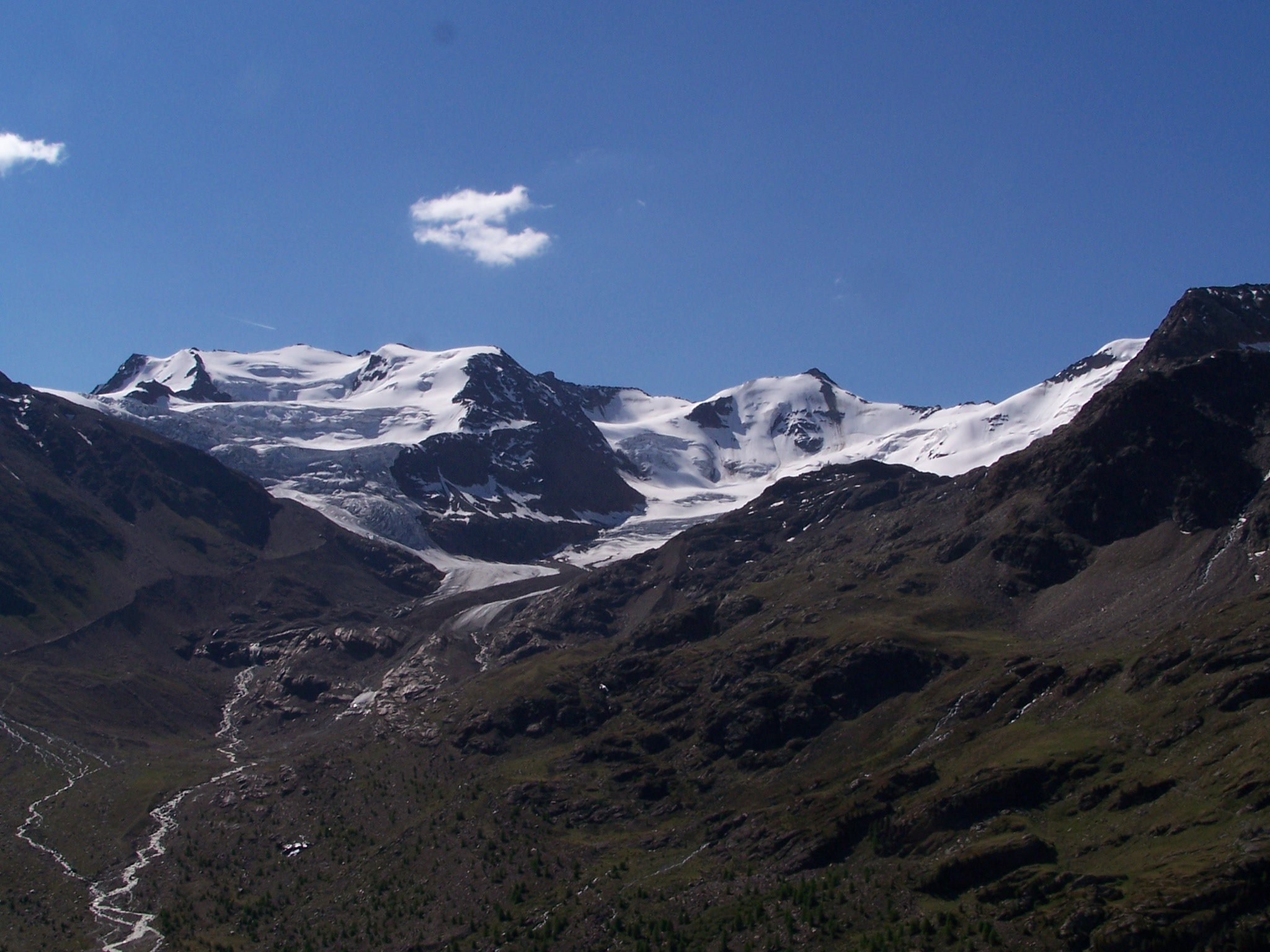
La conca del ghiacciaio nel 2005. A sinistra c'è la punta Taviela e al centro la punta Cadini.

Le principali vette della zona dove insiste il ghiacciaio dei Forni sono anche chiamate le tredici cime e la loro ascensione concatenata, che richiede generalmente da due a più giorni di percorrenza, costituisce un noto richiamo per alpinisti allenati. Le principali cime da concatenare sono: monte Cevedale, monte Rosole, Palon de la Mare, monte Vioz, punta Taviela, cime di Peio, rocca Santa Caterina, punta Cadini, monte Giumella, monte San Matteo, punta Dosegù, punta Pedranzini e pizzo Tresero.
La linea altimetrica nel bacino d'accumulo, rimane sempre abbastanza alta attorno ai 3500m-3600m ed è disposta in un grandioso anfiteatro a U con esposizione prevalente a nord. 
Per la geologia del sito sono predominanti le rocce metamorfiche: micascisti ricchi in quarzo, muscovite, clorite e albite (formazione delle filladi di Bormio).

### Caratteristiche
Il ghiacciaio attualmente si estende per poco meno di 11 km². Negli ultimi 150 anni la superficie glaciale si è ridotta intensamente, circa del 36%, e la lingua è arretrata di circa 2 km. Lo spessore del ghiacciaio si è ridotto sulla lingua di ben 70 m nel periodo 1929-1998. Dal 2015 è separato in due apparati distinti a causa del distacco della lingua orientale.

## Monitoraggio
La quantificazione della riduzione glaciale è possibile grazie al fatto che il ghiacciaio dei Forni è uno dei ghiacciai italiani monitorati da più lungo tempo (da fine '800) a cura dei volontari del Comitato glaciologico italiano, l'ente che da oltre 100 anni rileva le variazioni di lunghezza e superficie dei principali ghiacciai italiani.
Si è potuta così ricostruire una lunga storia nelle pulsazioni del ghiacciaio. La massima espansione si ha al culmine della Piccola Età Glaciale attorno al 1810 circa, quando la lingua d'ablazione era a poca distanza dall'attale Albergo dei Forni. A partire dal 1819 si rileva una riduzione anche intensa dell'apparato che però è controbilanciata da successive espansioni. All'epoca anche la colata glaciale proveniente dal Palon de la Mare era collegata al ghiacciaio che non presentava ancora nessuna morena mediana. Sembra che la fase di massima avanzata sia avvenuta attorno al 1860.
Dal 1890 la regressione si fa molto forte fino a circa il 1904. Dall'anno successivo e per circa un decennio, nuova pulsazione positiva che termina negli anni Trenta dove inizia una pesante fase di regresso che arriva fino al 1971. Da quella data e fino al 1989, nuova fase di crescita con avanzamenti di 111metri in un solo anno; qui il ghiacciaio salda molte pareti precedentemente disunite e forma nella fronte tre lobi. All'inizio degli anni Novanta, inizia una nuova fase di pesante regresso che dura fino ad oggi.
I dati glaciologici raccolti sui Forni e su altri ghiacciai campione studiati in Italia vengono poi divulgati a livello internazionale tramite il World Glacier Monitoring Service (WGMS) di Zurigo, l'ente internazionale che raccoglie e divulga i dati di variazione glaciale di tutti i ghiacciai del Pianeta monitorati.
Il ghiacciaio dei Forni è stato studiato anche nell'ambito del progetto Share Stelvio, conclusosi nel 2013, programma di monitoraggio ambientale gestito da EvK2CNR e FLA (Fondazione Lombardia per l'ambiente) finalizzato a rilevare e quantificare gli impatti del cambiamento climatico in una vasta area protetta italiana. Nell'ambito del progetto vengono monitorati criosfera, idrosfera e atmosfera nell'area del Parco per rilevarne le variazioni e le mutue relazioni.
È inoltre molto importante ricordare che su questo ghiacciaio dal 2005 è attiva la prima stazione meteorologica permanente supraglaciale italiana (Automatic Weather Station o AWS) installata dall'Università degli Studi di Milano e dal Comitato EvK2CNR e inserita nel network di monitoraggio ambientale SHARE (Stations at High Altitude for Research on the Environment) e nel progetto CEOP GEWEX. I dati della stazione, rilevati a cadenza oraria, hanno permesso di quantificare il bilancio energetico e di massa del ghiacciaio negli ultimi anni.

Panoramica del SIC "Valle e Ghiacciaio dei Forni - Val Cedec - Gran Zebrù - Cevedale"

## Protezione
Il ghiacciaio dei Forni, per le sue caratteristiche morfologiche e dimensionali, per l'impatto estetico sulla valle che lo ospita, per le vicende storiche che qui si sono svolte e delle quali si conserva traccia alla superficie del ghiacciaio e per la lunga serie di studi che qui sono stati condotti, è inserito nella lista dei geositi della provincia di Sondrio.
L'area glaciale è inoltre compresa in un sito di interesse comunitario denominato Valle e Ghiacciaio dei Forni - Val Cedec - Gran Zebrù - Cevedale. Il sito è gestito dal Parco nazionale dello Stelvio.

## Galleria d'immagini

immagini storiche
carta storica del 1884
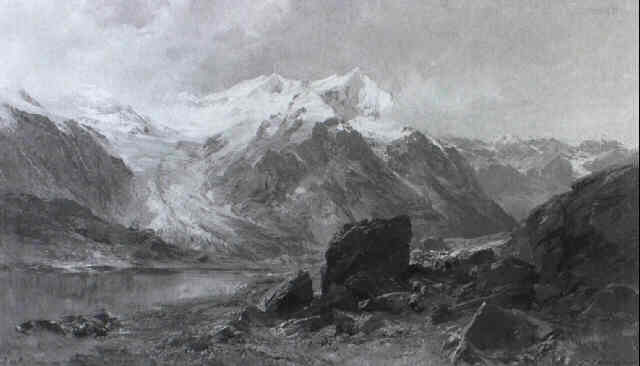
1903
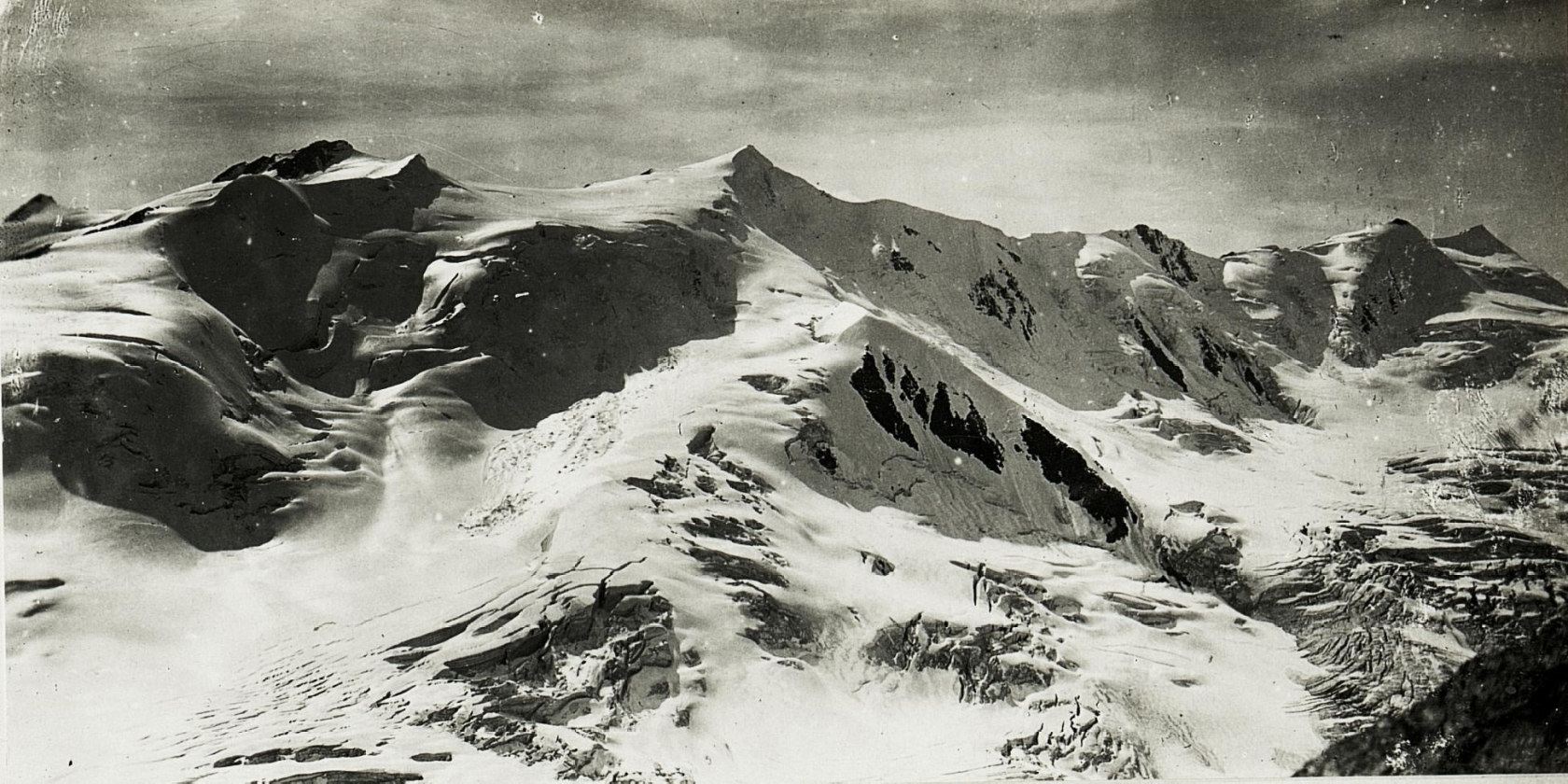
settembre 1917
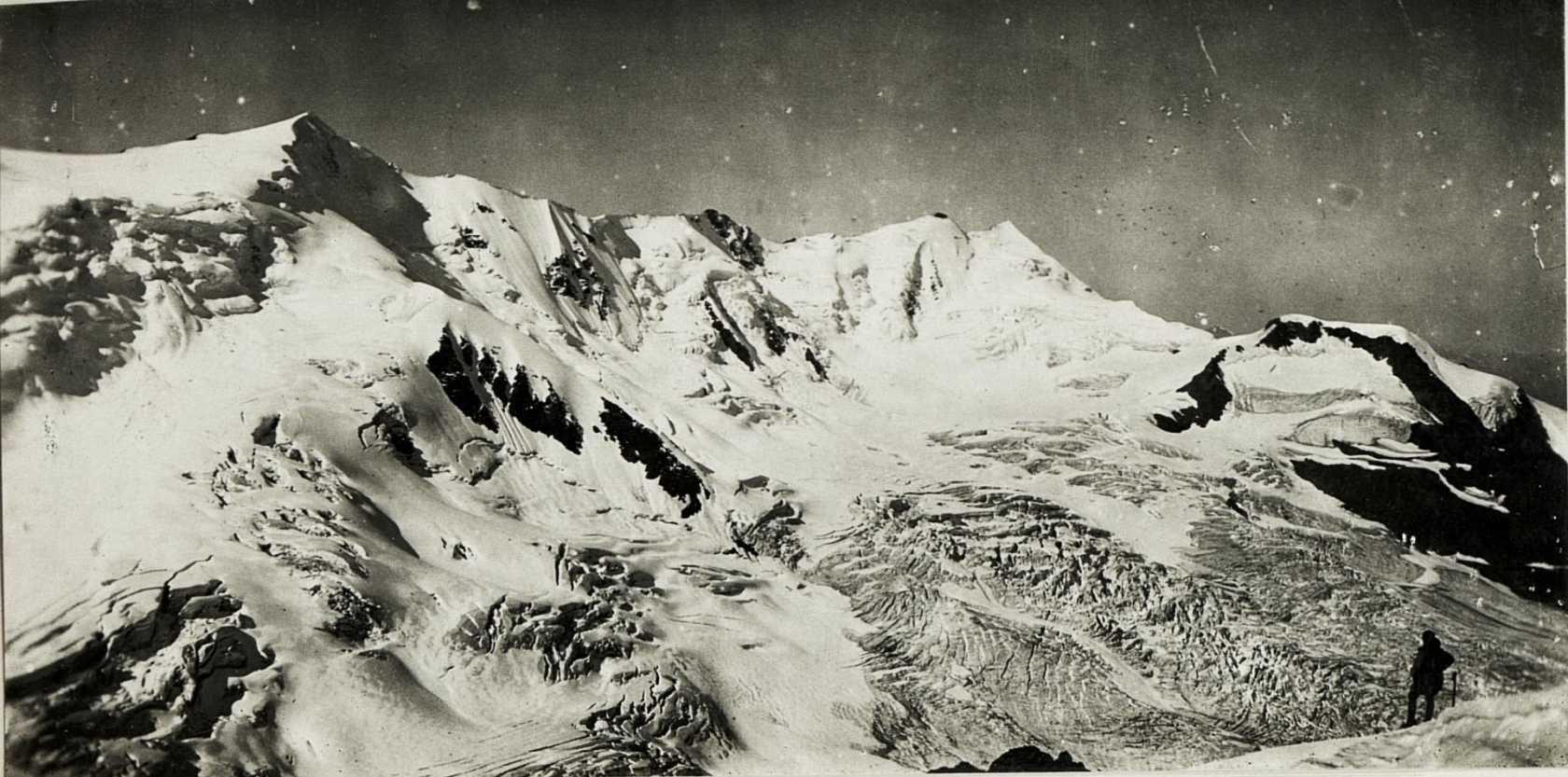
settembre 1917
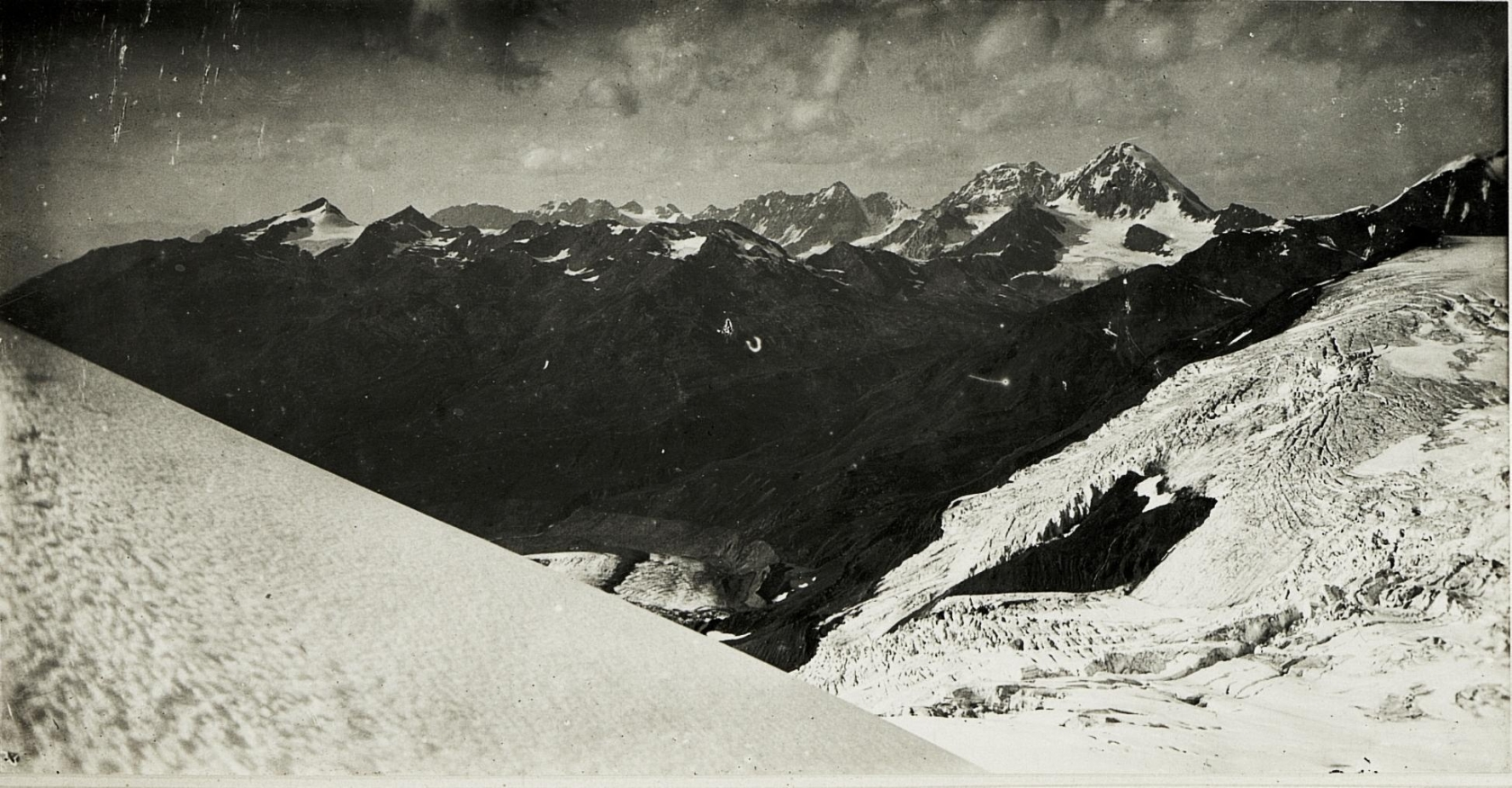
settembre 1917
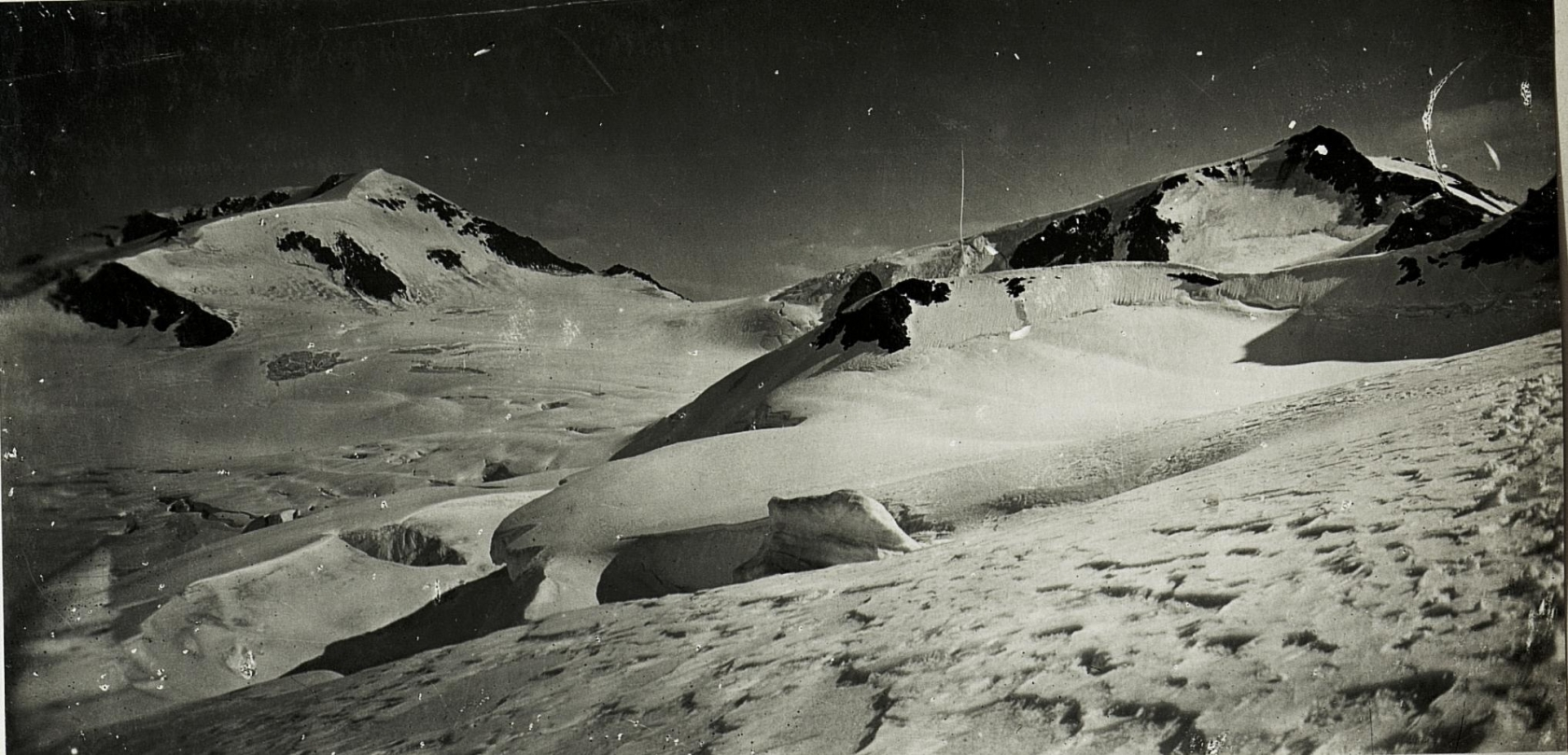
settembre 1917
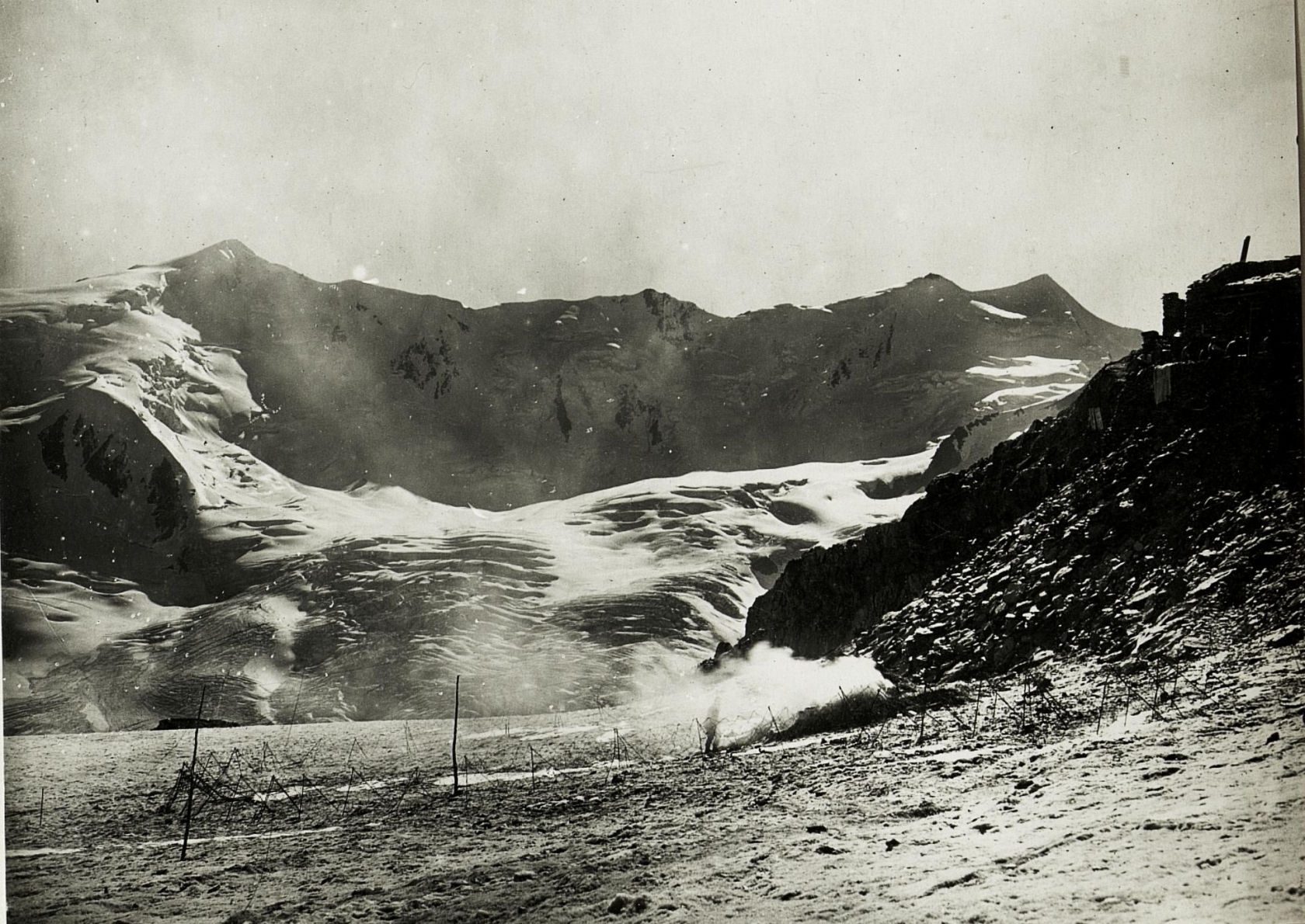
settembre 1917
26 ottobre 1934
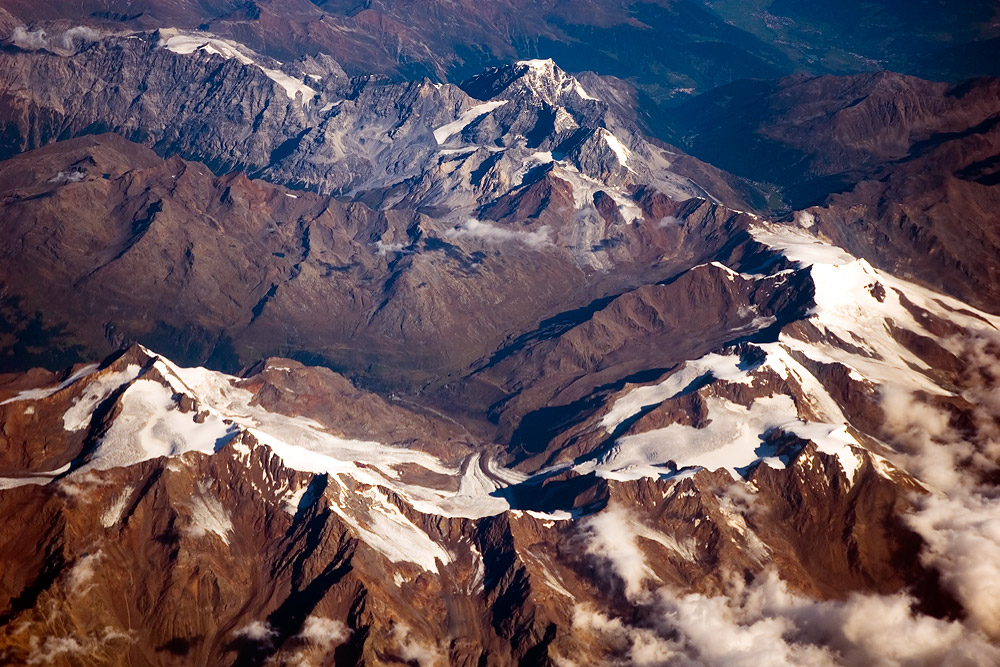
2007